# Helblinghaus (Innsbruck)
Das Helblinghaus in der Innsbrucker Altstadt ist für seine Rokoko-Barock Stuckfassade bekannt.
Das ursprünglich gotische Bürgerhaus aus dem 15. Jahrhundert wurde 1725 von Johan Fischer, dem Kassier der Haller Münzstätte, erworben, und erhielt um diese Zeit vermutlich von dem um 1723 nach Innsbruck übersiedelten Stuckateur Anton Gigl aus Wessobrunn seine üppigen barocken Stuckaturen mit Blumenranken, Fruchtbündeln, Muscheln und Putten.
Die Erker waren ursprünglich mit spätgotischem Zierrat versehen. Reste davon sind bei einer Restaurierung 1932 am südlichen Erker zutage getreten.
Das Haus trägt seinen Namen nach Sebastian Hölbling (Helbling), der es von 1800 bis 1827 besaß.

Bilder
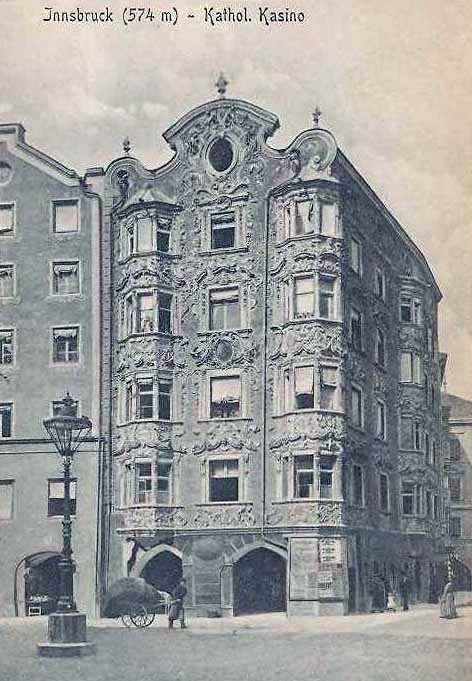
Helblinghaus um 1905
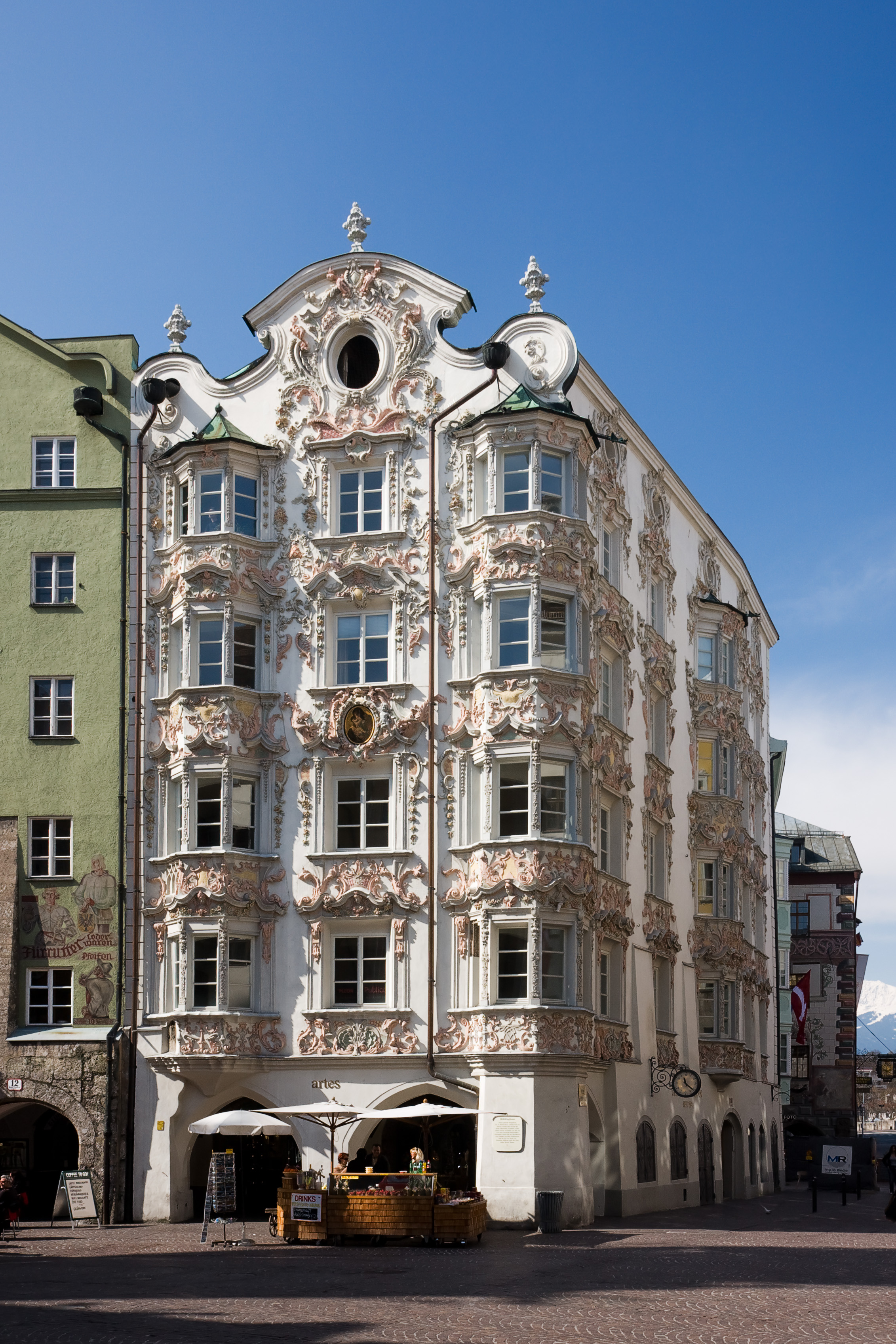
Helblinghaus heute
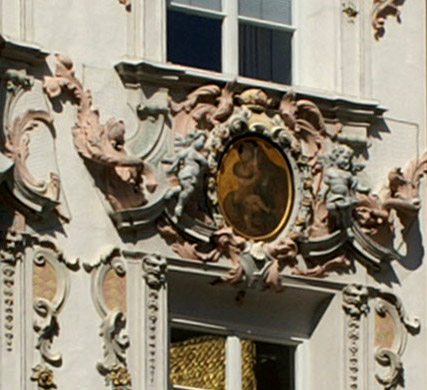
Detail Stuckfassade